# Miguel Crisol
Miguel Crisol (Buenos Aires, 1842 - Victoria, Partido de San Fernando, provincia de Buenos Aires, 23 de diciembre de 1899) fue un estanciero, comerciante y empresario inmobiliario, a quien se debió el proyecto de derrumbe, nivelamiento y urbanización de las barrancas al sur de la ciudad de Córdoba, que la aprisionaban desde su fundación.

## Biografía
Miguel Crisol nació en Buenos Aires en 1842, era hijo de una tradicional y encumbrada familia porteña encabezada por Juan Crisol y Felisa Inés Gándara. Estuvo casado con Elina Bernal Lynch (nacida en 1846), de quien tuvo dos hijas: Petrona y Elina Adriana Dolores Crisol Bernal. 
Pasó en su juventud largos años en París, lo cual le permitió ser testigo y partícipe de los cambios y adelantos edilicios de esa metrópoli, lo cual después aplicaría en su proyecto de ensanche de los límites urbanos de Córdoba. 

## Nueva urbanización de Córdoba
Miguel Crisol fue artífice del más importante proyecto llevado a cabo para la ciudad de Córdoba, después de varios siglos de fundación, al proyectar el desmonte, nivelación y terraplenamiento de las barrancas de los Altos del Sud y los terrenos del bajo del río, que la aprisionaban no permitiendo su expansión ni crecimiento urbano.
Al presentar en 1886, su proyecto al ministro de gobierno del gobernador Ambrosio Olmos, el Dr. Ramón J. Cárcano, explicaba que la ciudad estaba ahogada dentro de un hoyo de barrancas, con una abertura al este por donde penetraba el río Suquía y otra al oeste por donde salía, produciéndose una considerable extensión de terrenos baldíos desaprovechados, los cuales, rebajando los altos para formar una planicie continua y uniforme, y terraplenando la parte del bajo del río, serían utilizados para ensanchar la ciudad y darle nuevo encauce y desarrollo. 

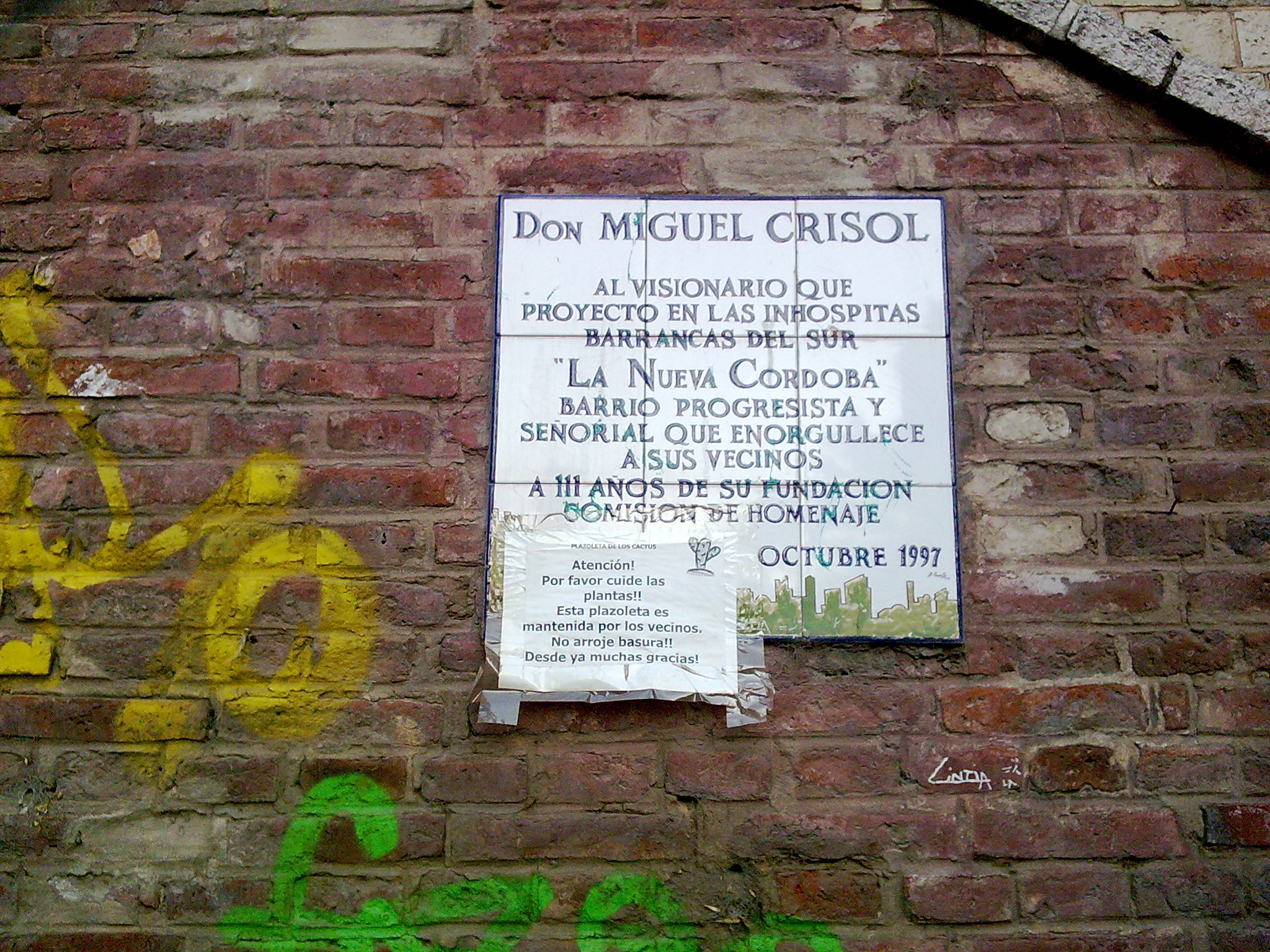
Placa homenajeando a Miguel Crisol como autor del proyecto de la Nueva Córdoba.

El gobierno no haría erogación alguna, salvo pagar el valor de los terrenos expropiados para el proyecto, suponiendo que resultaría reducido debido a sus condiciones topográficas, porque estaban casi desocupados y sin proporcionar utilidad ninguna. A cambio, el gobierno recibiría en forma gratuita un gran parque y paseo público de diseño moderno, y una considerable extensión de terrenos para la construcción de edificios públicos y una estación central de ferrocarriles. Recibiría también gratuitamente toda la traza nueva de la ciudad, con sus calles y plazas formadas, pavimentadas y ornamentadas.
Tal plan fue calurosamente aceptado por el gobernador Ambrosio Olmos, quien presentará junto a su Ministro de Hacienda, Wenceslao Tejerina, un proyecto de ley ante las cámaras provinciales, manifestando que la ciudad contaba con numerosa población encerrada en un reducido espacio, teniendo necesidad de la formación de parques y grandes paseos públicos de los que carecía, los que servirían para modificar sus condiciones climáticas, y para purificar su atmósfera.
El 27 de octubre de 1886 las cámaras legislativas sancionaron la Ley Crisol, autorizando al P.E. a contratar con aquel la ejecución de las obras de ensanche de la traza de la ciudad, y la construcción de un parque, de acuerdo a las bases y plano que acompañaban su propuesta. Las obras se ejecutarían en los terrenos de los Altos del Sud, limitados por la ciudad, la cañada, la línea del ferrocarril a Malagueño, y los terrenos del bajo del río Suquía, situados al este de la estación del Ferrocarril Central Argentino, incluyéndose los terrenos que se ganasen con una proyectada desviación del río, que serían entregados como recompensa a Crisol. 
El concesionario practicaría a su costa todos los trabajos, incluyendo el empedrado de calles y plazas, debiendo presentar para su aprobación los planos y estudios de las obras a los cinco meses de promulgada la ley, comenzando a ejecutarse las mismas dentro de los dos meses de aprobados los planos. Las obras deberían ser terminadas y entregadas dentro de los tres años siguientes de comenzados los trabajos, pudiéndose prorrogar ese plazo por dos años más. 
En los terrenos del bajo del río, el gobierno se reservaba cuatro hectáreas de terreno para la construcción de una Estación Central de Ferrocarriles. El trazado del parque obedecería a los mejores modelos europeos, con lagos, cascadas, grutas, y otros accesorios que poseían los paseos públicos, reservándose una sección para jardín zoológico.
En junio de 1887, el P.E. sancionaba un decreto reglamentando la expropiación de los terrenos de los Altos del Sud, nombrándose representante del gobierno y peritos tasadores. El comisionado provincial, con un padrón de propietarios en su poder, ofrecería a cada propietario el precio tasado y las indemnizaciones correspondientes por derecho si las hubiere.
En agosto, Miguel Crisol presentaba para su aprobación los planos para la construcción de la Córdoba Nueva confeccionados por el Ing. Luis A. Huergo, los que fueron aprobados sin modificaciones.

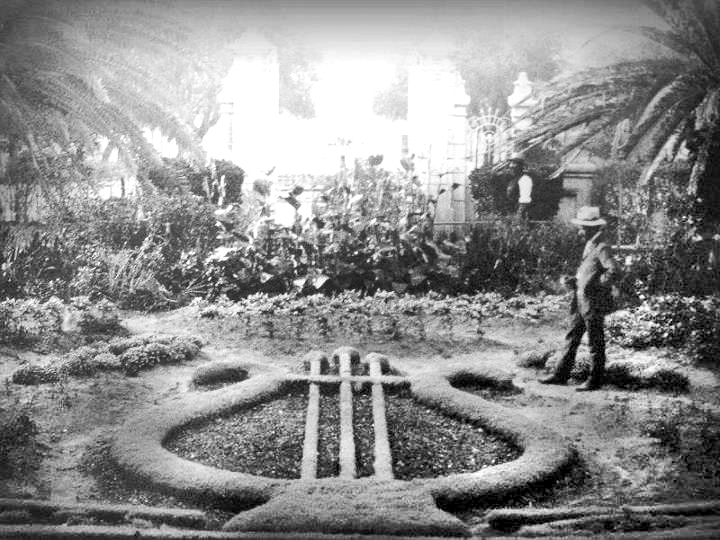
La lira, que actuaba como parquización al ingreso del chalet de Miguel Crisol en el año 1900.

Con todo, se hizo evidente que la aplicación práctica de cualquier medida administrativa estaba sujeta a una serie de variables socioeconómicas y políticas, que colaborarían o interferirían en dicha aplicación, de acuerdo a circunstancias dadas precisas. Respecto a la aplicación de las leyes sobre expropiación de los Altos del Sud, las cosas marchaban bien en el terreno teórico, aunque no en el práctico. Desde que el proyecto entró a las cámaras en octubre de 1886, las gestiones se hicieron lentamente, ralentándose y entrando paulatinamente en una vía muerta. En tal sentido, desde julio de 1887 corrieron rumores en la prensa local, de que el costo de las expropiaciones se elevaría a precios onerosos e inalcanzables.
Una cuestión importante para la prensa, era la de que los terrenos no estaban deshabitados, si bien lo estaban por sectores socialmente marginales cuyo destino era incierto. El desalojo de todos los que poblaban la zona era un problema acuciante. ¿Se los arrojaría a la calle, o tendrían que soportar alquileres elevados? El Porvenir afirmaba desde el año anterior, que la única solución posible era la sesión por parte de la Municipalidad de terrenos que poseía en el bajo del río, para ser utilizados con ese objeto.
A partir de octubre de 1887, El Porvenir hizo severas críticas al gobierno, planteando que no era imperioso a la ciudad la construcción de dichas obras de ensanche, debido a la población con que contaba, y que en último caso existían terrenos en inmejorables condiciones y despoblados para dar cauce a dicha expansión. Aconsejaba la rescisión del contrato con Miguel Crisol, porque siendo una obra de embellecimiento más que de necesidad, la Córdoba Nueva no valdría tal sacrificio, aún suponiendo que la realidad superara las fantasías que se presentaban en los planos.
En marzo de 1888, Crisol exponía al Ministro Del Viso, que se hallaba imposibilitado de dar principio a las obras que debía ejecutar según contrato, porque la condición indispensable para hacerlo era tomar posesión de los terrenos en que debían ejecutarse, siendo la razón por la que solicitaba con insistencia se le hiciese entrega de la escrituración de toda el área, la cual, según contrato se le debía entregar al ser aprobados los planos definitivos del proyecto. Aseguraba que tal demora le producía inmensos perjuicios económicos.
De ahí que en abril de 1888, el comisionado manifestara la necesidad del gobierno de proceder al desalojo de los terrenos sujetos al proyecto, procediendo inmediatamente a solicitarlo judicialmente, aunque le era indispensable tener la nómina completa de los propietarios y sus propiedades. En junio, se sancionaba un decreto fijando plazo de un mes, para que los ocupantes de los terrenos comprendidos en la zona del proyecto de la Ciudad Nueva, fueran desalojados. Como el gobierno continuara con su notorio retraso para la expropiación de los terrenos, en octubre, Crisol le solicitaba cercar los terrenos destinados a la Nueva Córdoba, su mensura administrativa y el amojonamiento del terreno.
El gobernador José Echenique señalaba, en su mensaje a las cámaras al abrir las sesiones legislativas de 1888: 

Los trabajos del proyecto Crisol, destinados a transformar nuestra ciudad satisfaciendo verdaderas necesidades de la población, no han dado comienzo aún, por causa del retardo de las expropiaciones que no han permitido hasta ahora entregar al concesionario (…), la zona de terrenos que dicho proyecto comprende. Las operaciones de expropiación han sido seriamente dificultadas, por las trabas propias de la excesiva especulación a que sirvieran de objeto esos terrenos (...) Además, la falta de su catastro y la de un padrón de los propietarios, que sirviera de base a dichas operaciones, ha sido también causa de su demora. Esto no obstante, hoy se halla expropiada la mayor parte de la zona de terrenos destinados al proyecto y a fin de terminar cuanto antes esta tarea se levanta un plano catastral que hará conocer bien en detalle, las propiedades que falta expropiar (…) El costo de las expropiaciones resulta muy superior al calculado antes de emprenderlas. Al comienzo (...) se adoptó como trámite para las expropiaciones, el de la tasación hecha por peritos nombrados de una y otra parte en cada caso. (...) La rápida valorización de la propiedad que se producía en aquellas circunstancias, influía, naturalmente, para la elevación de las tasaciones que, a no disminuir en algo dificultaría la realización del proyecto por el costo excesivo de las expropiaciones. (…) será más conveniente a la provincia terminar inmediatamente, aún a costa de un sacrificio, la expropiación de toda la zona, que dejar pasar tiempo, dando lugar al aumento de valores (...).

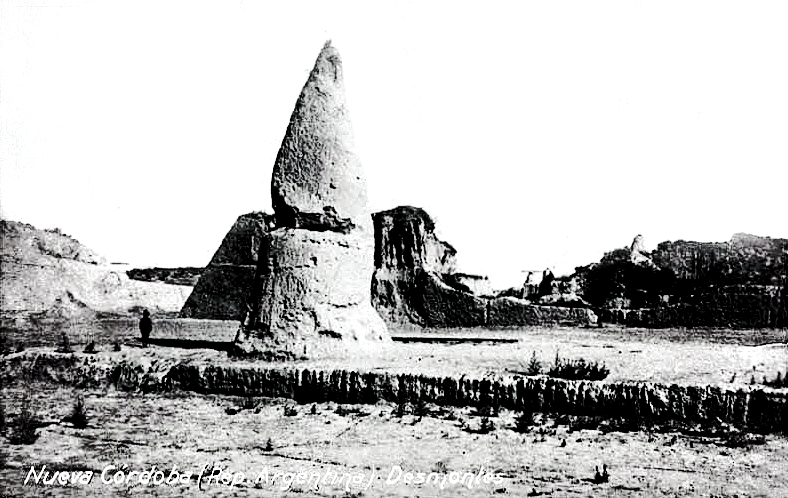
Los primeros desmontes en los Altos del Sud, para la nueva urbanización de Córdoba. Fines del.

En 1889, Miguel Crisol contrató y trajo al país al urbanista francés Carlos Thays, encargándole la tarea de diseñar un parque, en el que aquel aplicó la traza diseñada por el Barón Haussmann para París, trabajando durante 1890 en el proyecto de la Nueva Córdoba. Carlos Thays planificó el nuevo parque en una meseta, que en esos tiempos tenía vista al arroyo de la cañada, al oeste y el terreno que luego sería la Ciudad Universitaria, al sur. Las obras comenzaron en 1890 con el parquizado de 17 hectáreas de terreno, y en su inauguración como parque en 1911 fue bautizado Parque Sarmiento, en honor del expresidente Domingo Faustino Sarmiento, quien fuera el promotor del sistema educativo nacional.
Pero la cuestión de los terrenos, siguió estirándose por problemas similares. Ello motivó que en julio de 1891, el P. E. provincial concediera a Crisol –debido a un expreso pedido de su parte– una prórroga del plazo para terminar los trabajos referentes a la Nueva Córdoba hasta julio de 1894, teniendo en cuenta que no estuvo en posesión de la totalidad de los terrenos a expropiar, la importancia de los trabajos y las dificultades surgidas para llevarlos a cabo a causa de la crisis financiera que pesaba sobre el país.
Con todo, las dificultades no iban a cesar, produciendo la ley sancionada el 10 de noviembre de 1892, por la cual las cámaras autorizaban al P. E. a rescindir el contrato firmado con Crisol por las obras de la Nueva Córdoba, disponiendo que todos los terrenos y planos de la concesión volverían a ser propiedad exclusiva de la provincia, salvo un chalet en construcción y 8 hectáreas a su alrededor que quedarían en la propiedad de aquel. Además, quedaba a cargo del gobierno la deuda contraída por Crisol con el Banco Provincia de Córdoba. También se disponía que la provincia no respondería por ninguna obligación contraída por Crisol en ocasión de esas obras.
En noviembre de ese año, Miguel Crisol expondrá al gobernador Manuel D. Pizarro que estaba dispuesto a cumplir la ley de rescisión del contrato de las obras, solicitando se designara la persona con quien debía entenderse para hacer devolución legal a la provincia de las tierras que le fueron cedidas en propiedad. Observaba, además, que como por el artículo 6° de esa ley, le quedaban reservadas la propiedad de un chalet y 8 hectáreas, se hacía indispensable determinar su ubicación.
Fue así como el 30 de noviembre de 1892, el gobernador Manuel D. Pizarro, considerando que era indispensable proceder a la reescrituración de los terrenos que volvían a poder de la provincia, decretaba que la Mesa de Hacienda recibiera la escritura firmada por Crisol, reservándole exclusivamente los terrenos que le habían sido concedidos. Por fin, por decreto de diciembre del mismo año, se encargaba al Banco Provincia de Córdoba la administración de los terrenos devueltos por Crisol, debiendo la institución llevar una cuenta especial de los alquileres que se percibieran.
Cuando fracasa el proyecto y el gobierno provincial rescinde el contrato con Crisol, este debe devolver las tierras expropiadas, y hasta venderle al gobierno la parte de tierras que se le había adjudicado en propiedad. 
Posteriormente, Miguel Crisol vivió en Victoria, Partido de San Fernando, provincia de Buenos Aires, donde su familia y él mismo poseían terrenos, falleciendo allí el 23 de diciembre de 1899.
En la actualidad, un barrio aledaño (Barrio Crisol) al Parque Sarmiento de la ciudad de Córdoba, recuerda con justicia al creador y ejecutor de la mayoría de las obras de tan importante proyecto, incluyendo que la pequeña isla en el lago del parque también lleva su nombre.